# Белохвостая белозубка
Белохвостая белозубка (Crocidura pergrisea) — вид из рода белозубки семейства Soricidae. Это эндемик Пакистана. Ему угрожает потеря среды обитания.

## Таксономические замечания
Hutterer (2005) признает этот вид отличным от C. zarudnyi, следуя Дженкинс (1976) и относит к этому виду все самые крупные экземпляры из Балтистана. Робертс (1997) сообщает о других местах встреч в
Пакистане, которые предварительно можно рассматривать принадлежащими C. zarudnyi.

## Распространение
Этот вид достоверно известен только из типового местонахождения Скоро Лумба в Пакистане под управлением Кашмира (Hutterer 2005). Он был описан по 4 экземплярам, все добыты в типовом местонахождении доктором У. Л. Абботтом в октябре 1912 года. Таким образом, данный вид является эндемиком Пакистана и распространен лишь в долине Шигар и на западной окраине плато Деосай. Обитает в умеренных горных лесах на высоте около 2900 м.

## Этимология
Своё видовое латинское название С. pergrisea получила из-за необычного для землеройки серого цвета.

## Оригинальная публикация
- Miller G. S., 1913. A new shrew from Balistan. // Proceedings of The Biological Society of Washington, vol. 26, pp. 113–114 (texte intégral).